# Arignac
Arignac är en kommun i departementet Ariège i regionen Occitanien i södra Frankrike. Kommunen ligger  i kantonen Tarascon-sur-Ariège som ligger i arrondissementet Foix. År 2022 hade Arignac 722 invånare.

## Befolkningsutveckling
Antalet invånare i kommunen Arignac
Referens: INSEE